# 絕對亨利
絕對亨利（Abhenry）是厘米-克-秒制電磁單位制（emu）中電感的單位，等於10−9亨利。
若一導線上的電流變化率為每秒1絕對安培，另一導線感應到的電動勢為1絕對伏特時，二導線之間的互感即為1絕對亨利。